# Arctic Adventure
Pour plus de détails, voir Fiche technique et Distribution.
Arctic Adventure est un film muet américain réalisé par Chester Withey et sorti en 1922.

## Fiche technique
- Titre : Arctic Adventure
- Réalisation : Chester Withey
- Scénario :
- Photographie :
- Montage :
- Producteur :
- Société de production :
- Société de distribution :
- Pays de production :  États-Unis
- Langue : film muet avec les intertitres en anglais
- Format : Noir et blanc — 35 mm — 1,33:1 — Muet
- Genre : Film d'aventure
- Durée :
- Date de sortie : 
  - États-Unis : 1922

## Distribution
- Jack Fuqua :
- Alice Knowland :
- William V. Mong :
- Charles Puffy :